# Navarrevisca (kommunhuvudort)
Navarrevisca är en kommunhuvudort i Spanien.   Den ligger i provinsen Provincia de Ávila och regionen Kastilien och Leon, i den centrala delen av landet, 100 km väster om huvudstaden Madrid. Navarrevisca ligger 1 136 meter över havet och antalet invånare är 411.
Terrängen runt Navarrevisca är kuperad åt nordväst, men åt sydost är den bergig. Runt Navarrevisca är det glesbefolkat, med 8 invånare per kvadratkilometer. Närmaste större samhälle är Pedro Bernardo, 13,6 km söder om Navarrevisca. 